# متیو هایمن
متیو هایمن (اسپانیایی: Mathew Hayman‎؛ زادهٔ ۲۰ آوریل ۱۹۷۸) دوچرخه‌سوار اهل استرالیا است.
از باشگاه‌هایی که در آن رکاب زده‌است می‌توان به تیم اوریکا–اسکات، تیم لوتوان‌ال–یومبو، و تیم اسکای اشاره کرد.